# Hohenreuth (Traindorf)
Hohenreuth war ein Gemeindeteil der Gemeinde Traindorf im Landkreis Stadtsteinach (Oberfranken, Bayern).

## Geschichte
Gegen Ende des 18. Jahrhunderts bestand Hohenreuth aus zwei Häusern. Das Hochgericht übte das Burggericht Guttenberg aus. Es hatte ggf. an das bambergische Centamt Marktschorgast auszuliefern, wobei für die beiden Anwesen das Halsgericht Kupferberg zuständig war. Die Grundherrschaft hatte das Rittergut Schlößlein.
Mit dem Gemeindeedikt wurde Hohenreuth dem 1812 gebildeten Steuerdistrikt Guttenberg und der im selben Jahr gebildeten Gemeinde Traindorf zugewiesen. Die beiden Anwesen hatten eine eigene Hausnummerierung. Im Zuge der Gebietsreform in Bayern wurde Hohenreuth am 1. Juli 1971 nach Marktleugast eingegliedert und mit dem Marktleugaster Gemeindeteil Hohenreuth vereinigt.

## Einwohnerentwicklung
| Jahr      | 001818 | 001819 | 001861 | 001871 | 001885 | 001900 | 001925 | 001950 | 001961 | 001970 |
| Einwohner |        | 17     | 36     | 24     | 30     | 22     | 42     | 25     | 28     | 20     |
| Häuser    | 2      |        |        |        | 2      | 3      | 3      | 3      | 5      |        |
| Quelle    | [ 2 ]  | [ 5 ]  | [ 6 ]  | [ 7 ]  | [ 8 ]  | [ 9 ]  | [ 10 ] | [ 11 ] | [ 12 ] | [ 13 ] |

## Religion
Hohenreuth war seit der Reformation gemischt konfessionell. Die Katholiken waren ursprünglich nach Mariä Heimsuchung in Marienweiher gepfarrt, kamen dann in der zweiten Hälfte des 20. Jahrhunderts zur Pfarrei St. Jakobus der Jüngere (Guttenberg). Die Protestanten waren nach St. Georg (Guttenberg) gepfarrt.

## Weblink
- Hohenreuth in der Ortsdatenbank des bavarikon, abgerufen am 16. August 2021.